# Zoothera griseiceps
Zoothera griseiceps — вид птиц из семейства дроздовых. До их разделения в 2016 году считался конспецифичным с Zoothera mollissima и Zoothera salimalii.

## Распространение
Гнездятся в центральной части Китая, зимуют на севере Вьетнама.

## Описание
Довольно крупные дрозды. Длина тела 25-27 см. Основная гамма окраски — коричневатая. Нижняя сторона чёрная, чешуйчатая. Верхняя — красновато-коричневая. Голова и шея серые. Клюв, крылья и хвост представителей вида длиннее, чем у Zoothera salimalii.

## Охранный статус
МСОП присвоил виду охранный статус LC.